# Koritnjani
Koritnjani (Oekraïens: Коритняни, Hongaars: Kereknye) is een dorp in Oekraïne in de oblast Transkarpatië in het rajon Oezjhorod. Het dorp heeft als belangrijkste minderheid de Hongaren (19,7%).
Van oudsher ligt het dorp op de taalgrens, in Chaslivtsi zijn de Hongaren in de geschiedenis altijd in de meerderheid geweest. Het dorp kent een Hongaarstalige basisschool.
Sinds de verkiezingen van 25 oktober 2020 is de gemeente opgeknipt.